# Judgment Night (The Twilight Zone)
"Judgment Night" is een aflevering van de Amerikaanse televisieserie The Twilight Zone. De aflevering werd geschreven door Rod Serling.

## Plot

### Opening
Her name is the S.S. Queen of Glasgow. Her registry: British. Gross tonnage: Five thousand. Age: Indeterminate. At this moment she's one day out of Liverpool, her destination New York. Duly recorded on this ship's log is the sailing time, course to destination, weather conditions, temperature, longitude and latitude. But what is never recorded in a log is the fear that washes over a deck like fog and ocean spray. Fear like the throbbing strokes of engine pistons, each like a heartbeat, parceling out every hour into breathless minutes of watching, waiting and dreading. For the year is 1942, and this particular ship has lost its convoy. It travels alone like an aged blind thing groping through the unfriendly dark, stalked by unseen periscopes of steel killers. Yes, the Queen of Glasgow is a frightened ship, and she carries with her a premonition of death.
— Rod Serling

### Verhaal
Een wat nerveuze passagier genaamd Lar Lansher bevindt zich aan boord van een Brits schip in het jaar 1942. Al snel wordt duidelijk dat hij geen idee heeft hoe hij aan boord is gekomen en wie hij werkelijk is. Hij hoort veel andere passagiers praten over de Tweede Wereldoorlog en krijgt een sterk déjà vugevoel. Voor de kijker wordt meer en meer duidelijk dat Lar in werkelijkheid een Duitse duikbootofficier is.
Lar beseft plotseling dat het schip aangevallen zal worden en probeert de crew hiervan te overtuigen, maar tevergeefs. Daar niemand hem gelooft, moet hij machteloos toekijken hoe het schip en de passagiers worden vernietigd. Precies op het tijdstip dat Lar had voorspeld, wordt het schip tot zinken gebracht door een Duitse duikboot onder bevel van Lanser.
Later zien we Lar in zijn cabine aan boord van de duikboot, terwijl hij terugdenkt aan de aanval. Zijn tweede bevelhebber vraagt zich af of ze veroordeeld zullen worden voor hun aanval op een weerloos schip. Hierop zegt Lar dat de Britten hen zeker zullen veroordelen. Vervolgens vraagt de eerste stuurman of God hen wellicht ook zal veroordelen voor hun daad. Zonder dat de bemanning het op dat moment beseft, is dat inderdaad het geval. Lar en zijn bemanning zijn gedoemd het schip telkens weer te laten zinken, terwijl Lar zich op dat moment ook onder de passagiers van het Britse schip, dat nu een spookschip is, bevindt.

### Slot
The S.S. Queen of Glasgow, heading for New York, and the time is 1942. For one man, it is always 1942, and this man will ride the ghost of that ship every night for eternity. This is what is meant by paying the fiddler. This is the comeuppance awaiting every man when the ledger of his life is opened and examined, the tally made, and then the reward or the penalty paid. And in the case of Carl Lanser, former Kapitan Leutnant, Navy of the Third Reich, this is the penalty. This is the justice meted out. This is judgment night in the Twilight Zone.
— Rod Serling

## Rolverdeling
- Nehemiah Persoff : Carl Lanser
- Ben Wright : Captain Wilbur
- Patrick Macnee : First Officer
- James Franciscus : Lt. Mueller

## Notities
Gedurende de eerste 18 afleveringen van de serie had Serling slechts eenmaal een conflict met CBS over de inhoud van een aflevering. In een interview met Mike Wallace op 22 september, 1959 zei Serling dat het scenario van deze aflevering de enige was waar CBS zich mee bemoeide. Volgens Serling was een van de sponsors van de serie het er niet mee eens dat Serling de Britse bemanning van het schip thee liet drinken in de aflevering omdat de sponsor in kwestie een bedrijf was dat oploskoffie maakte.